# Adeline Wuillèmeová
Adeline Wuillèmeová (* 8. srpna 1975 Remeš, Francie) je bývalá francouzská sportovní šermířka, která se specializovala na šerm fleretem. Francii reprezentovala v devadesátých letech a v prvním desetiletí jednadvacátého století. Na olympijských hrách startovala v roce 1996 v soutěži jednotlivkyň a družstev a v roce 2000, 2004 v soutěži jednotlivkyň. V soutěži jednotlivkyň se na olympijských hrách 2004 probojovala do čtvrtfinále. V roce 2005 obsadila třetí místo na mistrovství světa v soutěži jednotlivkyň a v roce 2008 získala titul mistryně Evropy. S francouzským družstvem fleretistek vybojovala v roce 2005 třetí místo na mistrovství světa v roce 2008 třetí místo na mistrovství Evropy.